# Мантові
Мантові (Mobulidae) — родина скатів ряду орлякоподібних (Myliobatiformes). Включає 13 сучасних видів у двох родах. Крім того, до родини відносять викопні форми Archaeomanta, Burnhamia, Eomobula та Paramobula.

## Таксономія
Деякі автори вважали мантових підродиною Myliobatidae, іншими — окремою родиною, але останні роботи надають перевагу другій версії. Традиційно визнаються два роди, Manta і Mobula, але останній аналіз ДНК показує, що Mobula є парафілетичним родом по відношенню до скатів манти, що робить Manta молодшим синонімом Mobula.

## Розповсюдження
Мешкають в тропічних і субтропічних морях всіх океанів.

## Види
- Mobula
  - Mobula alfredi (Krefft, 1868)
  - Mobula birostris (Walbaum, 1792)
  - Mobula eregoodootenkee (Bleeker, 1859)
  - Mobula hypostoma (Bancroft, 1831)
  - Mobula japanica (Müller & Henle, 1841)
  - Mobula kuhlii (Müller & Henle, 1841)
  - Mobula mobular (Bonnaterre, 1788)
  - Mobula munkiana Notarbartolo-di-Sciara, 1987
  - Mobula rochebrunei (Vaillant, 1879)
  - Mobula tarapacana (Philippi, 1892)
  - Mobula thurstoni (Lloyd, 1908)
  - †Mobula hynei Bourdon, 1999
- в тому числі представники колишнього роду Manta:
  - Manta alfredi (Krefft, 1868)
  - Manta birostris (Walbaum, 1792)